# Bordulaki
Bordulaki (ukr. Бордуляки) – wieś na Ukrainie w rejonie złoczowskim należącym do obwodu lwowskiego.
Pod koniec XIX częścią wsi były Kopanie.
Do 2020 w rejonie brodzkim. 